# フィーバーUFO
『フィーバーUFO』は、1994年6月にSANKYOが発売した、UFOを撃墜するアクションが特徴のパチンコ機のシリーズ名。
『フィーバーUFOⅡ』の1機種がある。

## 概要
液晶型のデジパチ。確率変動が存在しないノーマル機となっている。液晶上の演出はインベーダーゲームに酷似している。

## スペック
- 賞球数 7&15
- 大当たり最高継続 16R
- 大当たり確率 1/205

## 図柄
- 0~9
- S
- A
- N
- K
- Y

## 演出
通常時は、始動口に入賞すると砲台がUFOを3機撃ち落とす演出が発生し、撃ち落とされたUFOに描かれている図柄が全て同じだった場合大当たりとなる。
大当たり中はアタッカーに入賞するたびにUFOが1機ずつ撃ち落とされていく。

## サウンドトラック
- 『パチンコ・ミュージック・フロム SANKYO FEVER WARS』 キングレコード、1998年8月21日。KICA-1217。
  - BGMが収録されている。